# Nidda (Adelsgeschlecht)

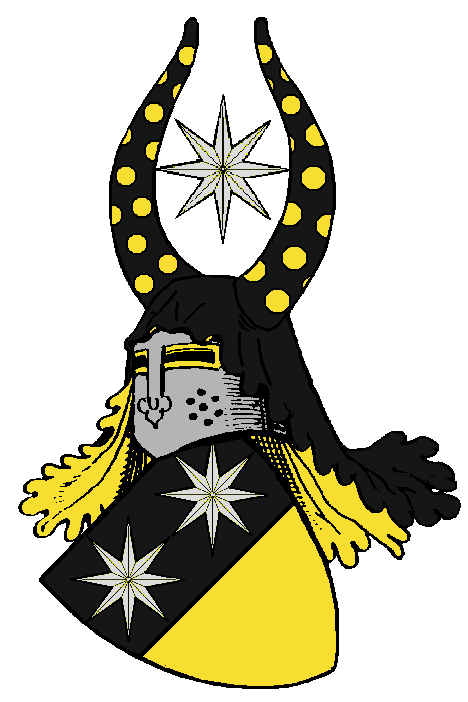
Wappen der Grafen zu Nidda

Die Grafen von Nidda waren ein Adelsgeschlecht, das vor allem mit der Grafschaft Nidda begütert war.

## Geschichte
In der zweiten Hälfte des 11. Jahrhunderts wird die Familie greifbar. Sie stammte von den Inhabern der Malsburg bei Zierenberg und der Burg Schartenberg ab. Durch ein Lehen des Klosters Fulda an Volkold I. (erwähnt ab 1062) und eine Heirat seines Sohnes Volkold II. (* um 1070; um 1130) in die Familie der edelfreien Herren von Nürings kam weiterer Besitz an die Familie. Daraus konstituierten sie die Grafschaft Nidda am nördlichen Rand der Wetterau. 
Volkold II. war der erste in der Familie, der den Titel „Graf von Nidda“ verwendete. Sein Sohn Berthold I. (* ca. 1115; erwähnt bis 1162) beerbte ihn und agierte politisch nicht allzu glücklich: 1155 gingen nach einer verlorenen Auseinandersetzung, in der er sich an der Seite des Pfalzgrafen Hermann von Stahleck gegen den Mainzer Erzbischof und Kurfürsten Arnold von Selenhofen beteiligte, die Malsburg und weitere nordhessische Besitzungen verloren. Er beschloss seine Laufbahn als Raubritter. Er hatte mindestens zwei Kinder: Berthold II. (bezeugt ab 1187; † 1205) und Mechthild. Berthold II. starb kinderlos 1205. Mit ihm erlosch das Geschlecht der Grafen von Nidda in der männlichen Linie. Erbin der Grafschaft Nidda war seine Schwester Mechthild, die mit dem Grafen Rudolf II. von Ziegenhain verheiratet war. Ihr gemeinsamer Sohn Ludwig I. übernahm um 1200 von seinem Bruder Gottfried II. das Ziegenhainer und 1205 von seinem Onkel Berthold II. das Niddaer Erbe.
Da die Grafschaften Ziegenhain und Nidda im Jahre 1450 an die Landgrafschaft Hessen fiel, übernahmen die Landgrafen und später die Kurfürsten und Großherzöge von Hessen als einen ihrer Nebentitel den Titel eines „Grafen von Nidda“.

## Wappen
Schwarz-gold geteilt, oben zwei achtstrahlige silberne Sterne. Auf dem Helm mit schwarz-goldenen Decken ein achtstrahliger silberner Stern zwischen zwei schwarzen, gold getupften Büffelhörnern. Variante mit Schildhaupt statt Teilung.

## Stammliste
Volkold I. (* um 1040, † 1097), ab etwa 1065 Vogt von Bingenheim/Nidda; ⚭ Friederuna von Bilstein
1. Udalrich von Malsburg (1124 erwähnt)
2. Volkold II. (* um 1070, † um 1130), 1097 fuldischer Vogt von Nidda, ab 1104 Graf von Nidda; ⚭ Luitgard von Nürings (* 1075) 
  1. Dammo (1131 bekundet)
  2. Gottfried (1131/32 bekundet)
  3. Berthold I. (* um 1110, † 1162), Graf von Nidda
    1. Berthold II. († 1205), Graf von Nidda
→ Männliche Linie ausgestorben
    2. Mechthild ⚭ Graf Rudolf II. von Ziegenhain (* um 1132, † nach 1188) 
      1. Giso († nach 1213), Kanoniker
      2. Gottfried II. (* 1156; † um 1200), 1189–1200 Graf von Ziegenhain
      3. Gozmar (V.) (bekundet 1214/1242)
      4. Mechthild († nach 18. September 1229), ⚭ Gerlach II. von Büdingen
      5. Rudolf (III.), Kanoniker
      6. Lukardis, Äbtissin von Patershausen
      7. Adelheid (* um 1170; † nach 26. Februar 1226), ⚭ 1. Graf Burchhard von Scharzfeld; ⚭ 2. Ulrich I. von Hagen-Münzenberg
      8. Ludwig I. (* um 1167; † 1229), ab etwa 1200 Graf von Ziegenhain, 1205 Erbe der Grafschaft Nidda; ⚭ Gertrud (* um 1172, nach † 1222), Witwe des Grafen Friedrich II. von Abenberg
3. Bernhard von Malsburg (1120 erwähnt)
  1. Amelung von Malsburg